# Глетеранс
Глетеранс (фр. Gletterens) — громада  в Швейцарії в кантоні Фрібур, округ Бруа.

## Географія
Громада розташована на відстані близько 40 км на захід від Берна, 20 км на північний захід від Фрібура.
Глетеранс має площу 2,6 км², з яких на 22,4% дозволяється будівництво (житлове та будівництво доріг), 58,7% використовуються в сільськогосподарських цілях, 18,1% зайнято лісами, 0,8% не є продуктивними (річки, льодовики або гори).

## Демографія
2019 року в громаді мешкало 1097 осіб (+39% порівняно з 2010 роком), іноземців було 13,9%. Густота населення становила 425 осіб/км².
За віковим діапазоном населення розподілялося таким чином: 23,2% — особи молодші 20 років, 60,5% — особи у віці 20—64 років, 16,3% — особи у віці 65 років та старші. Було 440 помешкань (у середньому 2,5 особи в помешканні).
Із загальної кількості 249 працюючих 15 було зайнятих в первинному секторі, 63 — в обробній промисловості, 171 — в галузі послуг.